# MeinRad

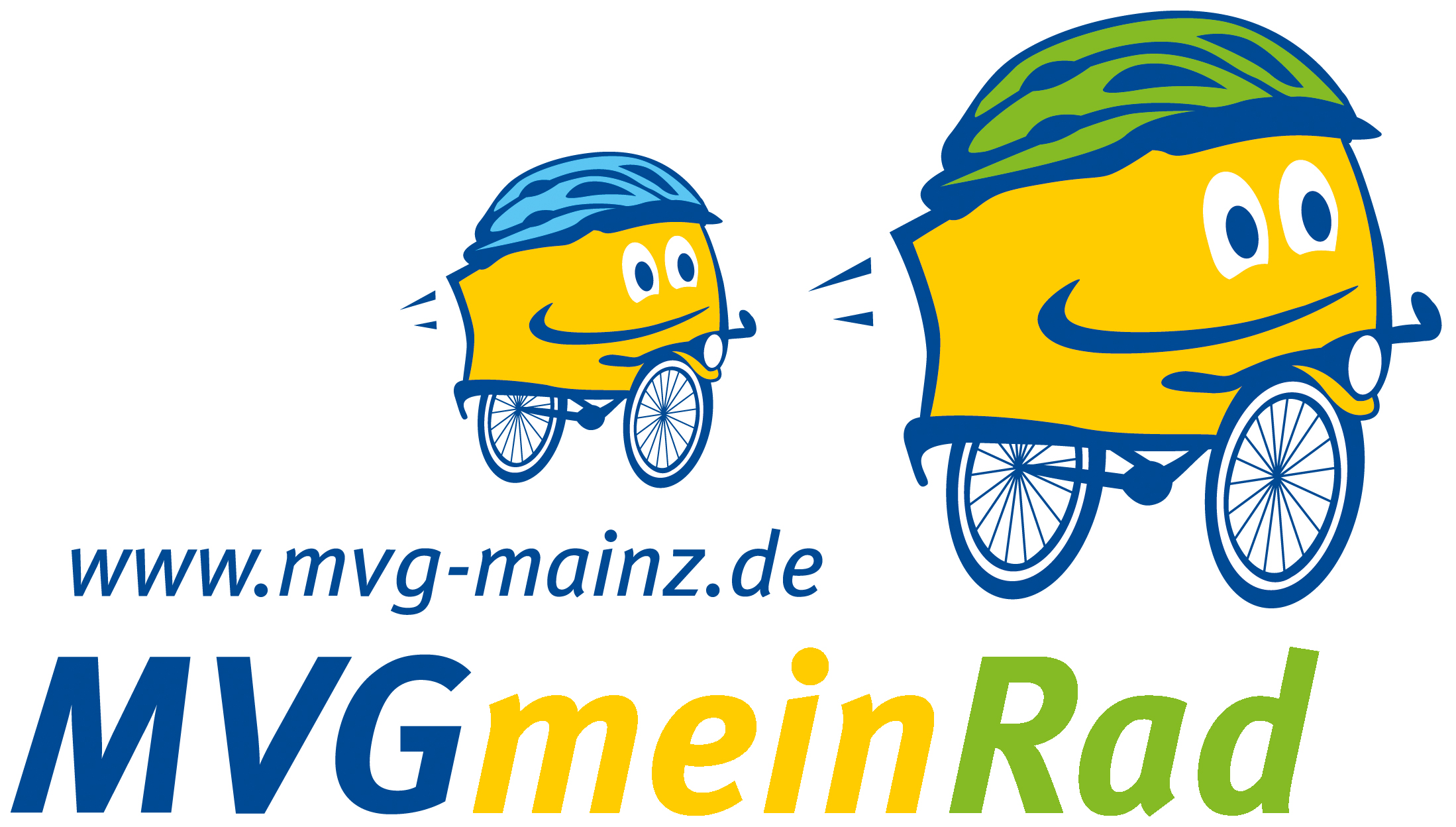
Früheres Logo (seit 2013)

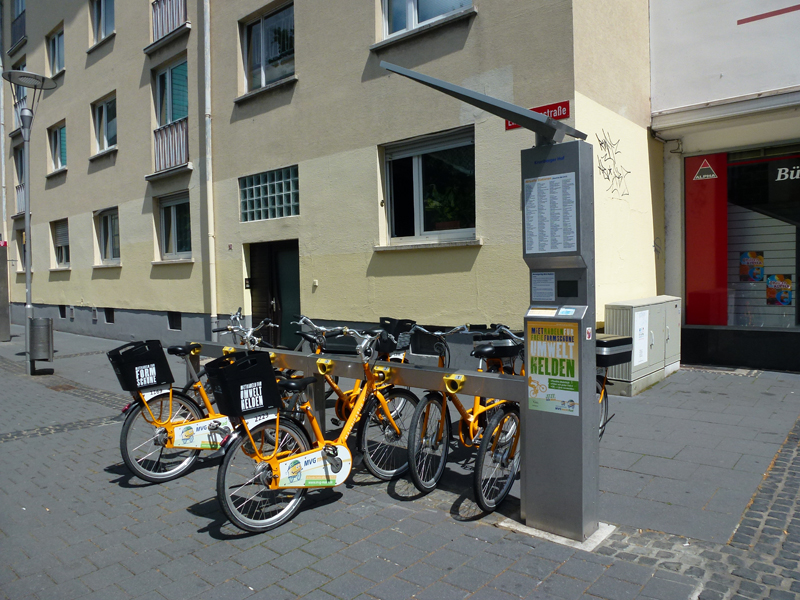
Ausleihstation

meinRad (früher: MVGmeinRad) ist ein seit dem 21. April 2012 eingeführtes stationsgebundenes Fahrradverleihsystem der Mainzer Verkehrsgesellschaft (MVG) in der rheinland-pfälzischen Landeshauptstadt Mainz. Das Radleihsystem steht den angemeldeten Benutzern jederzeit zur Verfügung. Nach Aussage des MVG-Geschäftsführers Jochen Erlhof vom 24. März 2016 ist es das nach StadtRAD Hamburg erfolgreichste Leihradsystem in Deutschland.

## Geschichte
2008 beschloss der Mainzer Stadtrat, ein Fahrradmietsystem einzuführen. Die stadtnahe MVG entwickelte ein entsprechendes Konzept und konnte ein Jahr später beim Wettbewerb „Innovative öffentliche Fahrradvermietsysteme – neue Mobilität in Städten“ des Bundesministerium für Verkehr, Bau und Stadtentwicklung unter 44 Bewerbern den ersten Platz erreichen. Dadurch erhielt Mainz eine Finanzierung vom Bund von 1,9 Millionen Euro.
Seit Dezember 2009 ist die ehemalige Radsportlerin Tina Liebig Leiterin des Projektes. Der Start der Testphase begann mit 40 Radstationen und über 100 Testern im Juli 2011.

## Standorte

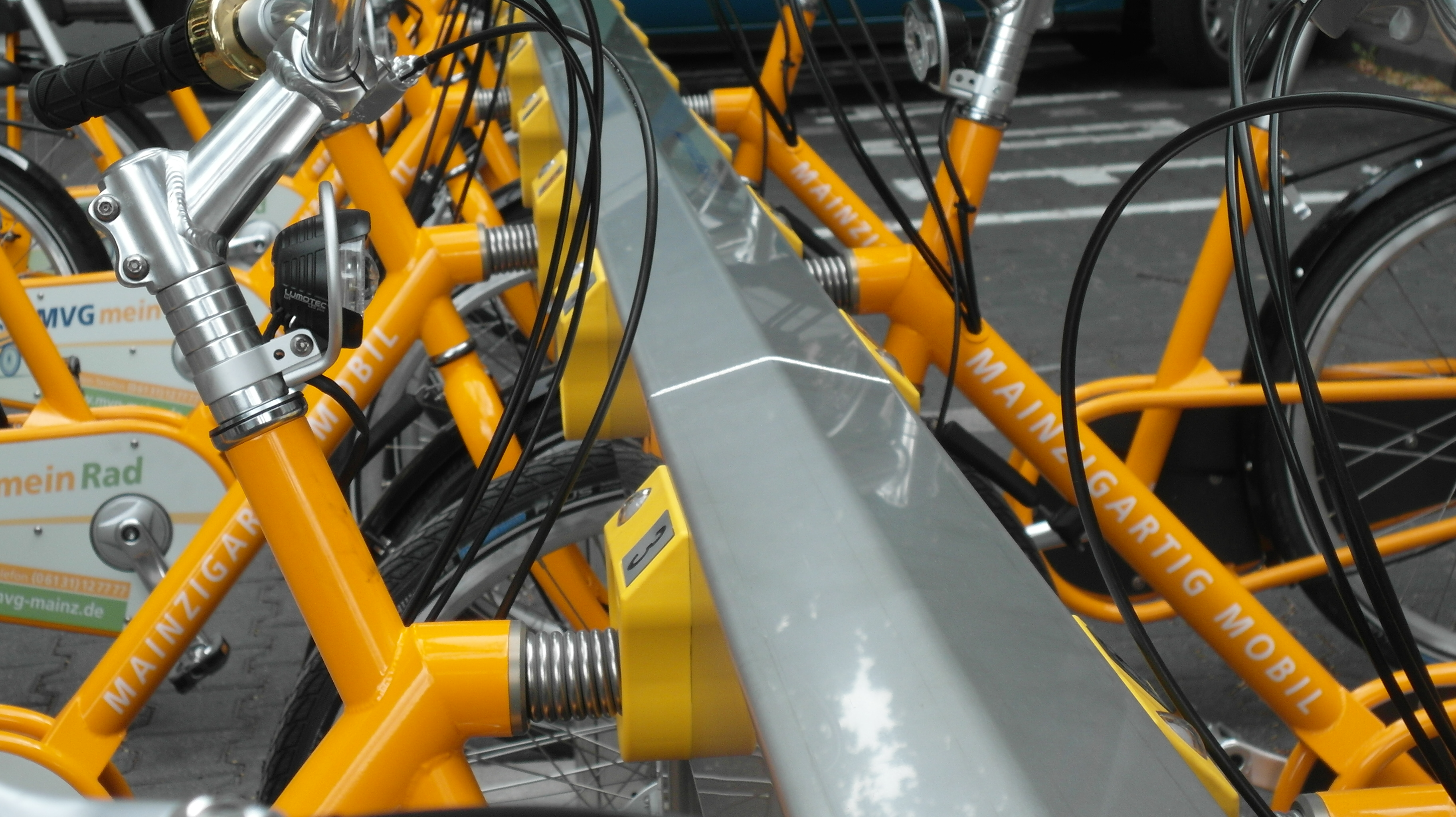
Detailaufnahme einer meinRad-Station

Die ersten neun Teststationen wurden im Juli 2011 am Hauptbahnhof vor dem MVG-„Verkehrs Center“, Stadthaus, Rathaus, Stadtwerke, MVG, Bismarckplatz, Nordhafen (Fahrradwerkstatt), am Höfchen und an der Zitadelle aufgebaut. Bis zum Herbst 2011 wurde das System auf rund 50 Stationen mit 400 Rädern ausgeweitet. Nach erfolgreicher Testphase wurde das System am 21. April 2012 in den regulären Betrieb überführt und seitdem Schritt für Schritt erweitert.
Die über 100 Ausleihstationen befinden sich im ersten Jahr nach Inbetriebnahme vor allem in der Innenstadt von Mainz (Altstadt und Neustadt) sowie in den Stadtteilen Bretzenheim, Finthen, Gonsenheim, Hartenberg-Münchfeld, Hechtsheim, Laubenheim, Mombach, Oberstadt und Weisenau. Auch in den restlichen Stadtteilen Drais, Ebersheim, Lerchenberg und Marienborn gibt es inzwischen Stationen.
Darüber hinaus gibt es in Budenheim sowie in der benachbarten hessischen Landeshauptstadt Wiesbaden in den ehemaligen rechtsrheinischen Stadtteilen von Mainz, Kastel und Kostheim sowie Ginsheim-Gustavsburg Fahrradstationen. Die Fahrradstationen, die sich in Bodenheim befanden, wurden mangels Nachfrage bereits nach gut einem Jahr wieder abgebaut.
Bereits seit 2012 wollte die MVG das Netz auf der rechten Rheinseite in den Wiesbadener Stadtteilen Amöneburg, Biebrich und Schierstein erweitern. Die hessische Landeshauptstadt strebte laut Stadtentwicklungsdezernat ein Radverleihsystem für das gesamte Wiesbadener Stadtgebiet unter Beachtung der speziellen lokalen Gegebenheiten gemeinsam mit Mainz an und führt Gespräche mit verschiedenen Anbietern. Dazu gehörten neben lokalen Fahrradverleihern aus Wiesbaden auch die bereits etablierten Systeme Nextbike, Call-a-Bike und JCDecaux (Vélib’ und Vélo’v). Eine Entscheidung über System und Anbieter hätte 2014 fallen sollen. Zwischenzeitlich hatte sich der AStA der Hochschule RheinMain zuerst mit Call a Bike später mit nextbike um 150 Mieträder für Wiesbaden gekümmert. Seit Juli 2018 gab es unter „meinRad Wiesbaden“ 500 orange Räder an 50 Stationen im Wiesbadener Stadtgebiet, welche mit dem Mainzer System kompatibel sind. Dieses Angebot der ESWE wurde jedoch in der Nacht zum 30. Mai 2022 bis auf Weiteres unterbrochen und die Stationen abgebaut.
Seit 2018 werden auch acht Stationen in Ingelheim am Rhein bedient. Die Kooperation endet jedoch zum 30. November 2021.
Seit Ende September 2022 werden auch elektrische Lastenräder zur Ausleihe angeboten.

## Ausleihe und Kosten

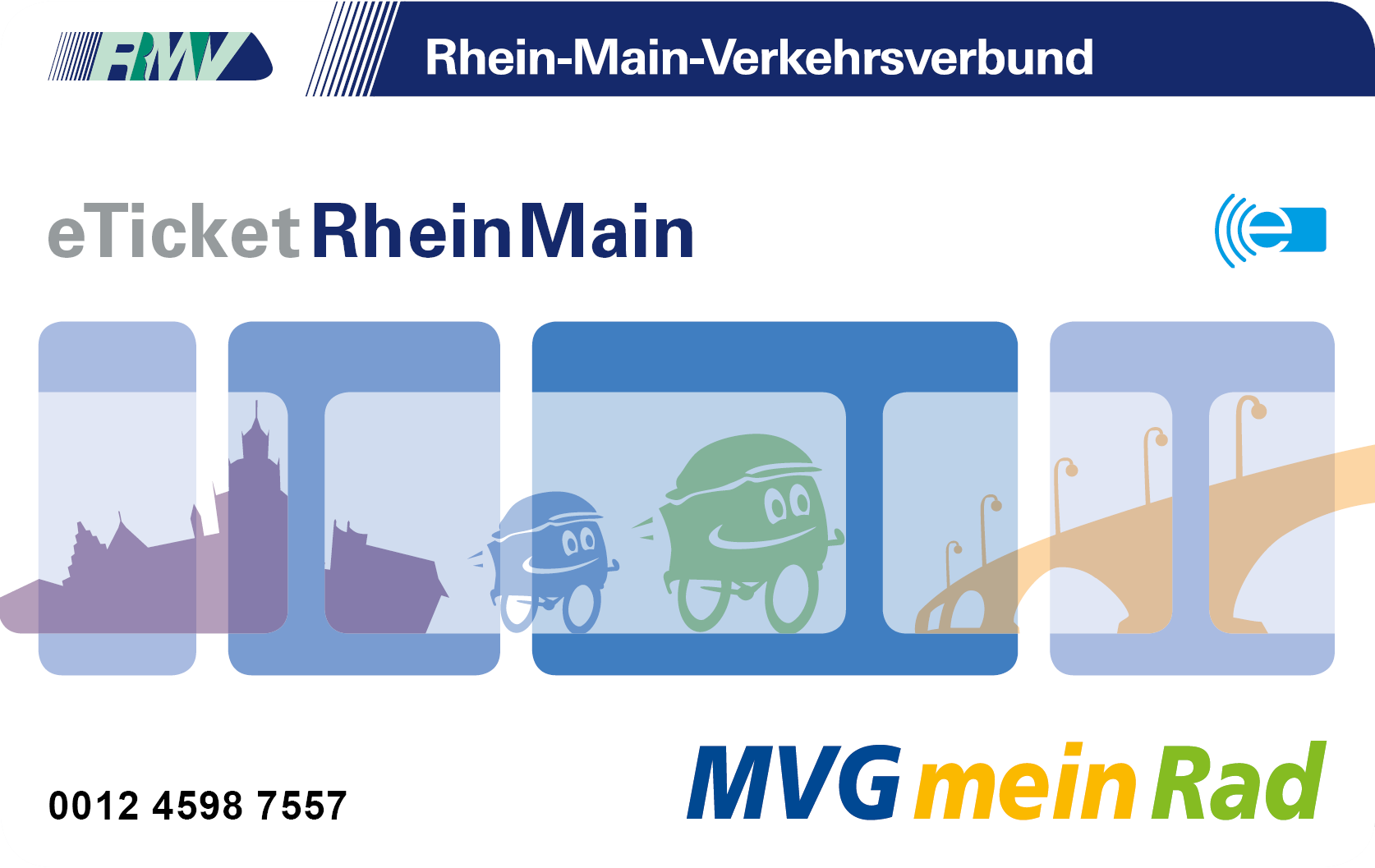
eTicket des Rhein-Main-Verkehrsverbundes, hier in der Mainzer Version mit typischen Motiven (Dom und Theodor-Heuss-Brücke) sowie Hinweis auf meinRad

Die Nutzung des Systems erfordert eine Registrierung. Die anfallenden Kosten werden über Kreditkarte, Google Pay, Apple Pay oder Paypal abgerechnet. In den ersten Jahren nach der Einführung erhielt der Nutzer noch eine personalisierte Karte (eTicket Rhein-Main, auch nutzbar als „Trägermedium“ für RMV-Zeitkarten) mit persönlicher Identifikationsnummer. Die Notwendigkeit der PIN wurde im Herbst 2018 abgeschafft, seit September 2019 erfolgt die Ausleihe zusätzlich (bzw. an einigen neueren Stationen ohne Kartenleser auch ausschließlich) über eine App.
Bis September 2019 konnten bei einem Ausleihvorgang bis zu vier Räder ausgeliehen werden, was insbesondere für Besucher registrierter Benutzer sinnvoll war, die gemeinsam mit diesen spontan in Mainz Rad fahren wollten, sich hierfür aber nicht extra bei meinRad registrieren wollten oder konnten. Zeitweise war nur noch die Ausleihe von einem Rad für maximal 24 Stunden möglich, inzwischen können wieder bis zu vier Räder ausgeliehen werden.
Die Betreibergesellschaft MVG bot anfangs fünf verschiedene Tarifmodelle im jeweiligen 30-Minuten-Takt an. Nach einer Tarifanpassung 2015 gab es sieben Tarife, seit September 2019 gibt es sechs Tarife.
- Ohne Jahresbetrag
  - Standard Basis
  - Vorteil Basis (Für Inhaber eines Abos, JobTickets oder einer FirmenCard)
  - Mainzer Studis Basis (Für Inhaber des SemesterTickets einer Mainzer Hochschule)
- Mit Jahresbetrag (die ersten 60 Minuten pro Fahrt sind kostenfrei)
  - Standard Komfort
  - Vorteil Komfort (Für Inhaber eines Abos, JobTickets oder einer FirmenCard)
  - Mainzer Studis Komfort (Für Inhaber des SemesterTickets einer Mainzer Hochschule)

Ursprünglich war vorgesehen, die Preise nach dem ersten Jahr zu erhöhen. Da der Ausbau jedoch noch nicht vollendet war, entschloss sich die MVG die Einführungspreise zunächst beizubehalten.
Bis Ende 2014 kostete die Nutzung im Normaltarif 1,00 Euro für 30 Minuten, im Bus-und-Bahn-Tarif 0,50 Euro. Das Jahresabonnement meinRad GOLD kostete 59,00 Euro. Zum 1. Januar 2015 wurden die Tarife erstmals erhöht. Seit der dritten Anpassung vom 5. September 2019 gelten die folgenden Preise:
| Tarifsystem                 | Jahresbeitrag | erste 60 Minuten pro Fahrt | weitere 30 Minuten pro Fahrt |
| --------------------------- | ------------- | -------------------------- | ---------------------------- |
| Standard Basis              | 0,00          | 1,50                       | 1,50                         |
| Vorteil Basis (*)           | 0,00          | 0,75                       | 0,75                         |
| Mainzer Studis Basis (**)   | 0,00          | 0,50                       | 0,50                         |
| Standard Komfort            | 90,00         | 0,00                       | 1,50                         |
| Vorteil Komfort (*)         | 72,00         | 0,00                       | 0,75                         |
| Mainzer Studis Komfort (**) | 36,00         | 0,00                       | 0,50                         |

(*) Für Inhaber eines Abos, JobTickets oder einer FirmenCard.
(**) Für Inhaber des SemesterTickets einer Mainzer Hochschule.

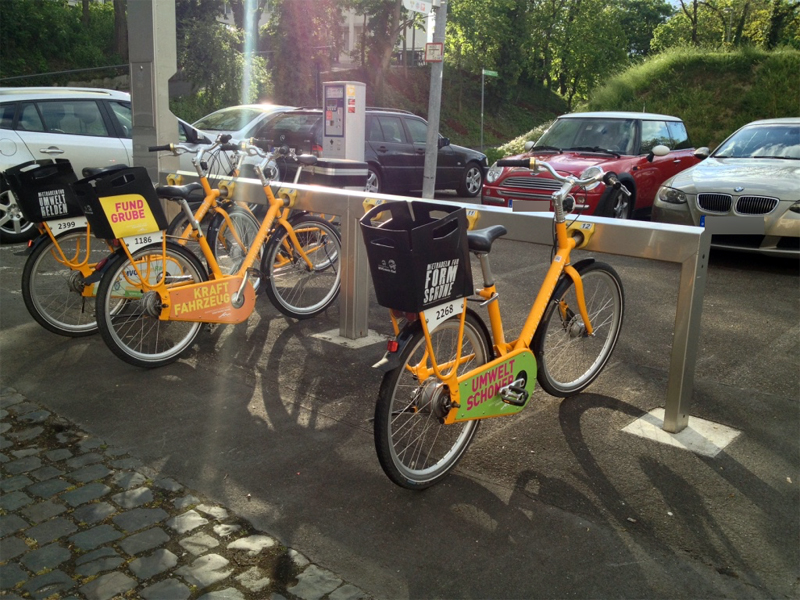
Nach dem Motto „Hier könnte ihre Werbung stehen“: »Kraft-Fahrzeug« und »Umwelt-Schoner«

Im April 2015 stellte die MVG eine Aktion vor, um die Vollkettenschutzkästen als Werbefläche anzupreisen. Hierzu wurden diese mit den Slogans: „Herzverstärker“, „Firmenwagen“ „Kraft-Fahrzeug“, „Umwelt-Schoner“ oder „Eierschaukel“ versehen. Ziel ist es, durch die Preisanpassung und Vermarktung der Werbeflächen in spätestens zwei bis drei Jahren (Stand: 2015, also spätestens 2018) kostendeckend arbeiten zu können. Ein gewinnbringender Betrieb ist hingegen nicht geplant.

## Technik

### Räder

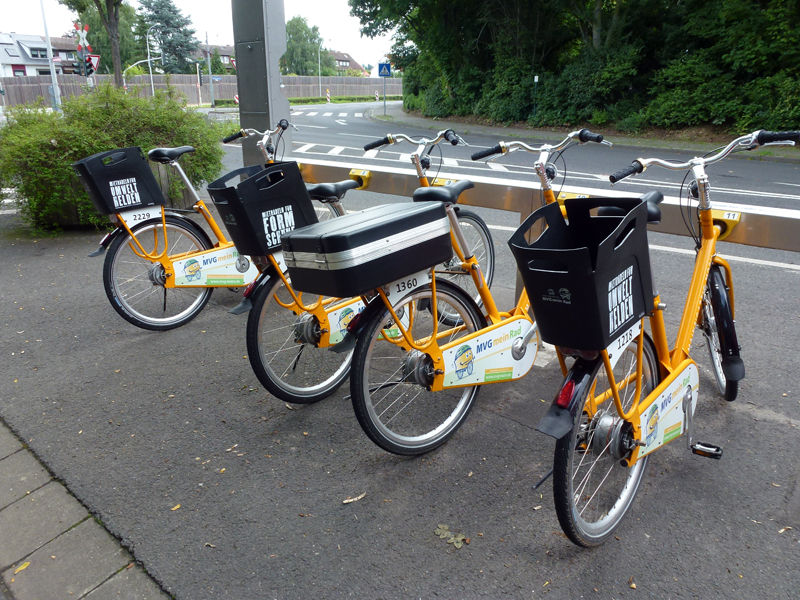
Die Räder der ersten Generation verfügten entweder über Körbe oder über Koffer auf dem Gepäckträger.

Die Räder namens „Paper Bicycle“ stammen vom schottischen Designer Nick Lobnitz und wurden vom Schweizer Hersteller Simpel gebaut. Sie verfügen über einen Nabendynamo sowie ein stufenloses Umlaufrädergetriebe. Einzelne Gänge wie bei einer normalen Gangschaltung gibt es nicht. Ein stilisierter Radfahrer am Lenker zeigt an, ob die Schaltung eher für hügeliges Gelände oder für flache Strecken eingestellt ist. Der Sattel ist über die Sattelklemme verstellbar. Der Lenker lässt sich hingegen nicht verstellen.
Am 24. März 2016 wurde eine neue Generation von Fahrrädern vorgestellt. Diese verfügen nun über Frontkörbe mit Gummizügen statt der hinteren Körbe und Koffer, da diese immer wieder verunreinigt wurden. Außerdem wurde auf einen Gepäckträger verzichtet, damit keine weitere Person auf dem Fahrrad mitfahren kann. Die Gangschaltung wurde weiterentwickelt, das Rahmenprofil noch stabiler gemacht und eine neuartige Doppelbrückengabel eingeführt.
Seit Ende September 2022 werden stationsgebundene Lastenräder mit Motorenunterstützung und einer Reichweite von rund 80 Kilometern (abhängig von Beladung, Fahrweise und Strecke) angeboten.
Im Zum Start der Fahrradsaison 2024 wurde die Flotte um 200 weitere Räder verstärkt. Insgesamt 1.400 Räder stehen damit in Mainz und Umgebung zur Verfügung. Weitere 200 Räder sollen im Laufe des Jahres dazukommen.

### Mobile App
Für das Apple iPhone und andere Smartphones, die mit dem Android-Betriebssystem ausgestattet sind, gibt es eine kostenlose App, mit der sich anzeigen lässt, wo sich die nächste Radstation befindet, wie viele freie Räder und wie viele freie Plätze dort vorhanden sind. Der Mietvorgang erfolgt seit September 2019 über diese App.
Seit dem 1. Juni 2022 setzt meinRad auf die Technologie von Europas Bikesharing-Marktführer nextbike.

### Managementsoftware
Für die Systembewirtschaftung wird die Softwareplattform der Firma ElectricFeel AG verwendet. Die Software enthält eine Applikation zur intelligenten Umverteilung der Flotte, welche basierend auf integrierten Prognosenalgorithmen optimale Umverteilungsstrategien an die Verteilfahrer sendet.

## Statistik

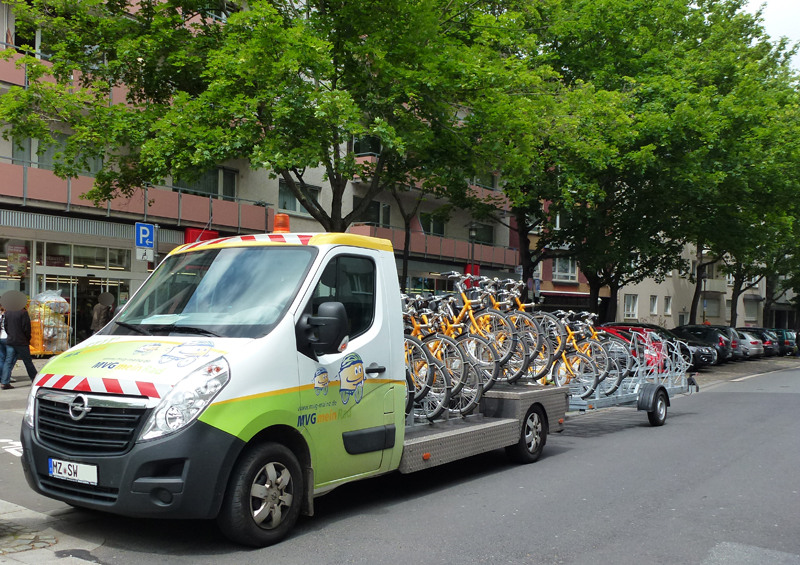
Transportfahrzeug für die Fahrräder

In den ersten Monaten von April bis Oktober 2012 wurden über 100.000 Ausleihen getätigt, was über 600 Fahrten täglich bedeutet. Damit liegt Mainz im Vergleich zu anderen vergleichbaren Städten weit vorne.
Nach dem ersten Jahr gab es 11.000 registrierte Nutzer, die sich etwa 145.000 Mal eines der 960 melonengelben Fahrräder (RAL 1028) an den über 100 Stationen im Stadtgebiet und angrenzenden Gemeinden ausgeliehen haben. Kurz vor dem ersten Jahrestag gab es am 17. April 2013 das erste Allzeithoch mit 1.200 Fahrten an einem Tag.
Im Jahr 2013 gab es 340.000 Fahrten, 2014 gab es 420.000 Leihvorgänge und 2015: 479.133 Fahrten, damit waren seit Systemstart 2012 bis zum Jahreswechsel 2015/16 insgesamt 1.384.711 Fahrten getätigt worden. Ende 2015 gab es 110 Stationen mit 760 Rädern im Betrieb des Vermietsystems.
Der durchschnittliche meinRad-Nutzer ist etwa 42 Jahre alt. Nimmt man Studenten hinzu, sinkt der Altersdurchschnitt auf 36 Jahre. Mit rund 56 Prozent nutzen etwas mehr Männer als Frauen das Fahrradvermietsystem.
Die meist genutzte Leihstation steht am Höfchen, gefolgt von den beiden Anlagen am Hauptbahnhof in der Schottstraße sowie am Hauptbahnhof West. Danach folgen Stationen am Gartenfeldplatz, am Frauenlobplatz und vor der Synagoge, die Station Holzstraße sowie Große Bleiche. Diese Standorte befinden sich alle in der Altstadt oder der Neustadt. Gerne werden die Räder auch für Einwegfahrten von den höher gelegenen Stationen, beispielsweise der Johannes Gutenberg-Universität Mainz genommen, um bergab in die Innenstadt zu fahren. Im Juli 2013 wurden mehr als 1110 Räder aus den Boxen auf dem Campus entnommen, zurückgegeben wurden dort jedoch nur etwa die Hälfte der Leihräder. Mit fast 45 Prozent stellen Studenten eine wichtige Zielgruppe für die MVG. Deshalb wurde im Januar 2016 eine dritte Verleihstation auf dem Uni-Campus eingeweiht, somit gibt es sieben Stationen in der Uni-Umgebung.
Im April 2015 wurde die ein millionste Radfahrt in drei Jahren gefeiert. An einem Sommertag 2015 gab es mit 2600 Fahrten einen neuen Tagesrekord. Insgesamt gab es 2015 knapp eine halbe Million Verleihvorgänge.

## Auszeichnung
Noch vor seiner Umsetzung errangen die Stadt Mainz und die Mainzer Verkehrsgesellschaft 2009 mit dem Konzept beim bundesweiten Wettbewerb »Innovative öffentliche Fahrradleihsysteme«, an dem 44 Bewerber teilnahmen, den ersten Platz.

„Das Modell der Stadt Mainz zeichnet sich durch ein wirtschaftlich und organisatorisch überzeugendes Betreiberkonzept durch das kommunale öffentliche Verkehrsunternehmen aus. Neben einer sehr hohen Stationsdichte (120 Stationen auf 11 km²) sieht das System einen kundenfreundlichen Zugang mittels Chipkarte sowie die Einbindung aller ÖV Zeitkarteninhaber über einen stark rabattierten Jahrestarif vor.“

Neben Mainz erhielten zwischen 2009 und 2012 weitere fünf Radverleihprojekte ebenfalls eine Förderung von zusammen 12,7 Mio. Euro des Bundesministerium für Verkehr, Bau und Stadtentwicklung: Nextbike für die Projekte NorisBike in Nürnberg, metropolradruhr in der Metropolregion Ruhrgebiet, UsedomRad im Landkreis Vorpommern-Greifswald sowie die Call-a-Bike-Angebote e-Call a Bike in Stuttgart und Konrad in Kassel.

## Vorkommnisse
Seit dem 27. Mai 2013 ist ein Sachschaden von mindestens 17.000 Euro entstanden, als unbekannte Täter den Schließmechanismus sowie die Stahlfedern der Entnahmeboxen an zwölf Stationen zerstörten und 26 Mieträder entwendeten. In den Folgetagen und -wochen kam es zu weiteren Beschädigungen. Insgesamt wurden 40 Räder aus der Halterung herausgebrochen, bei 32 blieb es bei dem Versuch. Hinzu kommen Beschädigungen an den Verleihstationen.
Anfang Juli 2013 entwendeten Unbekannte Täter drei 600 Kilogramm schwere Metallplatten vom Stadtwerke-Gelände. Diese Platten dienen als Bodenplatten für die Fahrradstationen.
Am 6./7. Juli 2013 konnten mehrere tatverdächtige Personen, darunter drei Jugendliche und je vier heranwachsende und erwachsene Tatverdächtige, auf frischer Tat erwischt werden, die sich an einer Ausleihstation zu schaffen machten.
Bis Ende Juli 2013 sind alle Räder bis auf eins aufgefunden worden.
Anfang Dezember 2013 wurden mehrere Stationen und Räder in Mainz-Kastel und Mainz-Kostheim sowie an der Rheingoldhalle mutwillig zerstört.

## Weitere Anbieter in Mainz
Neben dem fast flächendeckenden meinRad-Netz bietet die Deutsche Bahn mit ihrem Call a Bike am Hauptbahnhof bereits seit August 2008 die Möglichkeit, von März bis Mitte Dezember rund um die Uhr eines von 15 Fahrrädern mieten zu können. Registrierte Call-a-Bike-Kunden aus anderen Städten können dieses Angebot direkt nutzen. Ein Nachteil dabei ist, dass Ausleihe und Rückgabe nur an der Station am Bahnhof möglich sind.
Des Weiteren bieten Fahrradhändler ebenfalls Mieträder an, hauptsächlich für Ausflügler und Touristen.